# Nacht und Nebel
Nacht und Nebel (nat og tåge eller NN) var betegnelsen for et førerdirektiv udstedt den 7. december 1941 af Adolf Hitler. Det blev underskrevet af lederen af de tyske styrker Wilhelm Keitel og havde overskriften "Retningslinjer for forfølgelsen af strafbare gerninger mod riget eller tyske tropper i de besatte områder". Direktivet betød, at sabotører, kommunister, modstandskæmpere, besiddere af ulovlige våben og andre ildesete kunne blive sendt til Nazi-Tyskland uden deres pårørendes eller myndighedernes viden. Her kunne de forsvinde i fængsler eller KZ-lejre og blive henrettet.
Under krigen var begrebet hemmeligt i Tyskland. Tyske soldater og embedsmænd omtalte fangerne som "NN"-fanger. Først efter krigen blev omfanget kendt.
- Wikimedia Commons har flere filer relateret til Nacht und Nebel 
. I Richard Wagners opera Siegfried omtales Nacht und Nebel.

| Historie | Spire Denne historieartikel er en spire som bør udbygges. Du er velkommen til at hjælpe Wikipedia ved at udvide den. |